# Effectif actuel des Panthers de la Floride
| No    | Nom                   | Nat. | Position      | Arrivée                          | Salaire        |
| ----- | --------------------- | ---- | ------------- | -------------------------------- | -------------- |
| +030, | Spencer Knight        |      | Gardien       | 2020 - Repêchage                 | +00925 000, $  |
| +072, | Sergueï Bobrovski     |      | Gardien       | 2019 - Agent libre               | +10 000 000, $ |
| +003, | Matt Kiersted         |      | Défenseur     | 2021 - Agent libre               | +00762 500, $  |
| +005, | Aaron Ekblad – A      |      | Défenseur     | 2014 - Repêchage                 | +07 500 000, $ |
| +007, | Radko Gudas           |      | Défenseur     | 2020 - Agent libre               | +02 500 000, $ |
| +018, | Marc Staal            |      | Défenseur     | 2022 - Agent libre               | +00750 000, $  |
| +028, | Josh Mahura           |      | Défenseur     | 2022 - Ballottage                | +00750 000, $  |
| +032, | Lucas Carlsson        |      | Défenseur     | 2021 - Blackhawks de Chicago     | +00800 000, $  |
| +042, | Gustav Forsling       |      | Défenseur     | 2021 - Ballottage                | +02 666 667, $ |
| +062, | Brandon Montour       |      | Défenseur     | 2021 - Sabres de Buffalo         | +03 500 000, $ |
| +006, | Colin White           |      | Centre        | 2022 - Agent libre               | +01 200 000, $ |
| +009, | Samuel Bennett        |      | Centre        | 2021 - Flames de Calgary         | +04 425 000, $ |
| +010, | Anthony Duclair       |      | Ailier gauche | 2020 - Agent libre               | +03 000 000, $ |
| +012, | Eric Staal            |      | Centre        | 2022 - Agent libre               | +00750 000, $  |
| +013, | Sam Reinhart          |      | Centre        | 2021 - Sabres de Buffalo         | +06 500 000, $ |
| +015, | Anton Lundell         |      | Centre        | 2021 - Repêchage                 | +00925 000, $  |
| +016, | Aleksander Barkov – C |      | Centre        | 2013 - Repêchage                 | +10 000 000, $ |
| +019, | Matthew Tkachuk – A   |      | Ailier gauche | 2022 - Flames de Calgary         | +09 500 000, $ |
| +021, | Nick Cousins          |      | Centre        | 2022 - Agent libre               | +01 100 000, $ |
| +023, | Carter Verhaeghe      |      | Centre        | 2020 - Agent libre               | +04 166 667, $ |
| +027, | Eetu Luostarinen      |      | Centre        | 2020 - Hurricanes de la Caroline | +01 500 000, $ |
| +070, | Patric Hörnqvist – A  |      | Ailier droit  | 2020 - Penguins de Pittsburgh    | +05 300 000, $ |
| +094, | Ryan Lomberg          |      | Ailier gauche | 2020 - Agent libre               | +00800 000, $  |

1. ↑  Effectif des Panthers de la Floride sur panthers.nhl.com
2. ↑  (en) « Florida panthers Salary Cap », sur www.spotrac.com (consulté le 17 décembre 2016).
3. ↑  (en) « Effectif actuel des Panthers de la Floride », sur Eliteprospects.com
4. ↑  (en) « Florida Panthers », sur www.capfriendly.com (consulté le 23 mars 2022).